# نوبرا بو

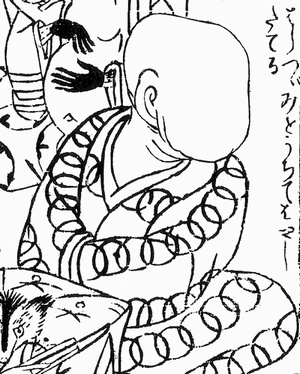
تصوير نوبرا بو من أوائل فترة إيدو

نوبرا بو (باليابانية: のっぺらぼう) أو شبح بلا وجه، هو يوكاي ياباني يبدو وكأنه إنسان ولكن ليس له وجه. يشار إليهم أحيانا عن طريق الخطأ باسم موجينا، وهي كلمة يابانية قديمة تطلق على كلب الغرير أو الراكون.